# Oxalis tysonii
Oxalis tysonii är en harsyreväxtart som beskrevs av Henry Phillips. Oxalis tysonii ingår i släktet oxalisar, och familjen harsyreväxter. Inga underarter finns listade i Catalogue of Life.